# Glyphiulus vietnamicus
Glyphiulus vietnamicus är en mångfotingart som beskrevs av Jean-Paul Mauriès 1977. Glyphiulus vietnamicus ingår i släktet Glyphiulus och familjen Glyphiulidae. Inga underarter finns listade i Catalogue of Life.